# Atie Visser
Gerarda Alida „Atie“ Ridder-Visser (* 23. Juli 1914 in Rotterdam; † 20. August 2014 ebenda) war eine niederländische Widerstandskämpferin im Zweiten Weltkrieg.

## Kindheit, Jugend und Ausbildung
Atie Visser wurde als Tochter des Schiffskapitäns bei der Koninklijke Rotterdamsche Lloyd Corstiaan Willem Visser und von Johanna Cornelia Bos (1883–1952) geboren und wuchs als mittleres von drei Kindern in einer liberalen protestantischen Familie in Rotterdam auf. Nach dem Abitur studierte sie Handelswissenschaften an der Nederlandsche Handels-Hoogeschool und schloss das Studium im Mai 1934 mit dem Bachelor ab. Etwa zu dieser Zeit schloss sie sich spontan den Kommunisten an. Diese politische Entscheidung führte zu einem vorübergehenden Bruch mit ihrem Vater und ihrem Auszug aus dem Elternhaus am Beukelsdijk 47b.

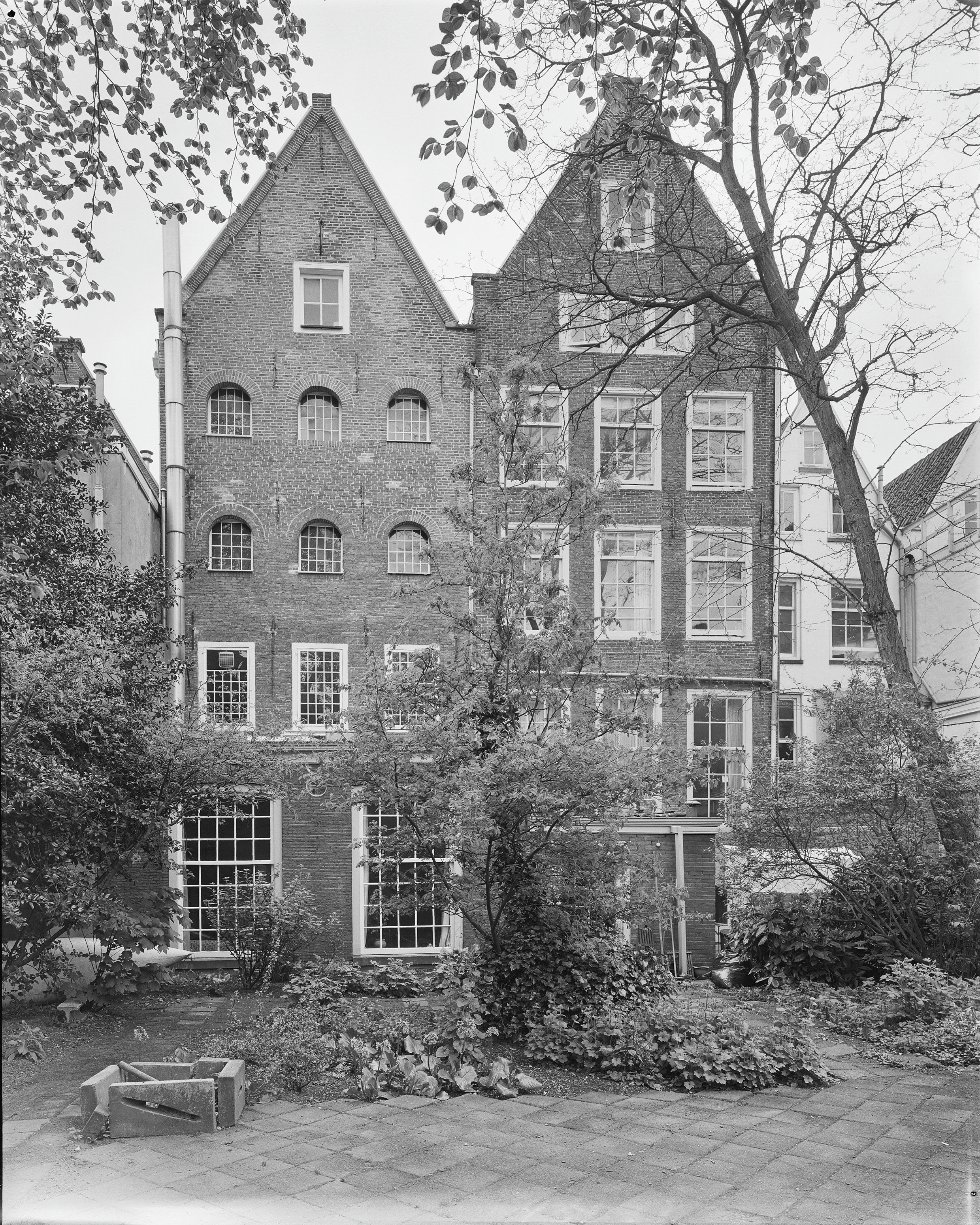
Prinsengracht 997–999

1937 zog Atie Visser nach Amsterdam. Nach einigen vorübergehenden Adressen wohnte sie in einem Mädchenwohnheim an der Prinsengracht 997. Da dort bereits eine junge Frau gleichen Namens lebte, nannte sie sich Karin. Sie arbeitete in verschiedenen Bürojobs, darunter bei den jüdischen Tabakhändlern Rothschild und Blum, und besuchte einmal im Monat ihre Eltern in Rotterdam, nachdem sie sich mit ihrem Vater ausgesöhnt hatte.

## Widerstandstätigkeit im Krieg
Nach Ausbruch des Zweiten Weltkrieges und der Besetzung der Niederlande begann Atie Visser sich im Widerstand zu engagieren. Im Jahr 1942 zog sie zurück nach Rotterdam, als sie als Stenotypistin bei Unilever eine Anstellung fand. Während ihrer Arbeitszeit vervielfältigte und verbreitete sie Artikel aus den Widerstandszeitungen Het Parool und Trouw, indem sie sie in sieben Durchschlägen abtippte und während ihrer Mittagspause an zufällig ausgewählte Adressen in der Gegend verteilte. Sie arbeitete ab dem Frühjahr 1944 als Kurierin für die Widerstandsgruppe von Marinus Post und nahm bald an deren bewaffnetem Widerstand  teil.
Die Gruppe unter der Führung des Drenther Landwirts Marinus „Evert“ Post gehörte zu den Landelijke Knokploegen und organisierte vom Zigarrenladen von Dick Spoor in Leiden aus Überfälle auf die Ausgabestellen, um Lebensmittelmarken und Papiere für Untergetauchte zu erbeuten. Nachdem Atie Visser unter dem Decknamen Karin bei der Liquidierung eines Verräters dabei war, bekam sie eine eigene Schusswaffe (FN 7,65 mm), die sie bei einer erfolgreichen Raubüberfallserie auf Ausgabestellen in Elburg, Wezep, Dedemsvaart und Gramsbergen im Sommer 1944 benutzte. Bei dem Raubüberfall in Dedemsvaart erhielt sie Unterstützung durch ihre Namensvetterin und frühere Mitbewohnerin Atie aus Amsterdam, die in der Vertriebsabteilung arbeitete. In Wezep konnte sich die Gruppe 17.000 Lebensmittelkarten und 28.000 Lebensmittelmarken aneignen. Die Gruppe versteckte sich in Nunspeet, Vroomshoop und auf dem Bauernhof von Marinus’ Bruder Johannes „Jans“ Post in Nieuwlande in der Provinz Drenthe. In ihren Kriegserinnerungen beschrieb Atie Visser später ihre „Besessenheit“, Raubüberfälle zu begehen, und die für sie als beglückend empfundene Kameradschaft innerhalb der Widerstandsgruppe.
Nach dem Dolle Dinsdag am 5. September 1944, als mit dem Vormarsch der Alliierten Gerüchte über die baldige Befreiung die Runde machten, ging Atie Visser mit Marinus Post nach Amsterdam, um auf die bald erwartete Befreiung zu warten. Sie tauchten in Amsterdam-Zuid unter und hielten sich später tagsüber meist bei einer Freundin an der Amstel 93 auf. Das Gebäude wurde von einem Informanten des Sicherheitsdienstes (SD) beobachtet. Der SD durchsuchte das Haus und verhaftete Marinus Post, doch Atie Visser entkam. Einen Monat später erhielt sie die Nachricht, dass Post, zu dem sie aufgeschaut hatte, am 17. November 1944 zusammen mit vier anderen Widerstandskämpfern in Alkmaar erschossen worden war. Nach seinem Tod wurde die Gruppe von Dick Spoor geleitet.

## Nach dem Krieg
Nach der Befreiung der Niederlande arbeitete Atie Visser Mitte Mai 1945 bei den Binnenlandse Strijdkrachten in Rijnsburg. Anschließend wohnte sie in verschiedenen Zimmern in Leiden. Sie wurde für den Politieke Opsporingsdienst (POD) tätig, der für die Suche und Verhaftung von Kollaborateuren, Mitgliedern der Nationaal-Socialistische Beweging (NSB) und Schwarzhändlern zuständig war, und untersuchte Fälle von Kollaboration während des Krieges.

### Ermordung von Felix Guljé
Der ehemalige Leiter der Widerstandsgruppe, Dick Spoor, der nach Posts Tod im Jahr 1944 die Leitung der Gruppe übernommen hatte, erzählte Atie Visser von einer strategisch wichtigen Mautbrücke zwischen Oegstgeest und Warmond, die vom Widerstand sabotiert, aber von Felix Guljés Unternehmen Hollandsche Constructie Werkplaatsen (HCW) repariert worden war. In Widerstandskreisen kursierten Vorwürfe, Guljé sei als Kollaborateur anzusehen. Während des Krieges erhielt das Unternehmen regelmäßig Aufträge der deutschen Besatzer und unter den Mitarbeitern des Unternehmens waren zahlreiche Mitglieder der NSB, darunter Personen in Schlüsselpositionen. Der Ingenieur Felix Guljé war Direktor der Leidener HCW und der Nederlandsche Electrolasch Maatschappij (NEM) sowie Bundesvorsitzender der Algemene Katholieke Werkgevers Vereeniging (Allgemeine Katholische Arbeitgeberverband) (AKWV). Im August 1945 wurde er vom POD verhaftet und in der „Doelenkazerne“ in Leiden interniert, nach etwa zwei Monaten aber wieder freigelassen.
Da Felix Guljé einer Verurteilung zu entgehen schien, beschlossen Atie Visser und Dick Spoor, ihn zur Rechenschaft zu ziehen und zu „liquidieren“. Am Abend des 1. März 1946 klingelte Visser an Guljés Tür in der Van Slingelandtlaan 8 in Leiden. Als Guljés Ehefrau die Tür öffnete, sagte Visser, sie habe einen Brief für ihren Mann. Als Guljé selbst zur Tür kam, schoss Visser ihm in die Brust. Der 52-jährige Guljé starb auf dem Weg ins Krankenhaus. Anschließend kehrte Atie Visser in ihr gemietetes Zimmer am Witte Singel in Leiden im Haus von Johan Knuttel, einem bekannten niederländischen Sprach- und Literaturwissenschaftler und Berater der Communistische Partij van Nederland (CPN), zurück. Obwohl der Verdacht bestand, dass die Täterschaft im Umfeld des ehemaligen Widerstands zu suchen sei, blieb der Fall jahrzehntelang ungelöst. Erst später wurde bekannt, dass Guljé Familien, die Untergetauchte aufgenommen hatten, finanziell unterstützt hatte. Darüber hinaus hatte er weiterhin illegal den Vorstand des von den Besatzern aufgelösten Allgemeinen Katholischen Arbeitgeberverbandes geführt, dessen Treffen in seinem Haus stattfanden.

### Weiteres Leben
Atie Visser ließ sich 1947 in Indonesien nieder. Dort lernte sie den Handelsvertreter Herman Pieter Jan Ridder (1900–1983) kennen und heiratete ihn am 6. November 1948 in Jakarta. Im Jahr 1949 kehrte das Ehepaar Ridder-Visser nach Rotterdam zurück und zog 1955 nach Hengelo, wo Atie Visser eine Anstellung als Chefsekretärin bei AkzoNobel fand. Nach zwei Jahren in Spanien von 1967 bis 1969 ließen sie sich wieder in Rotterdam nieder. Das Paar unternahm außerdem zwei Weltreisen. Nach dem Tod ihres Mannes Herman besuchte Atie Visser China, Japan, Australien, Ägypten und die Vereinigten Staaten.
In den 1980er Jahren nahm Atie Visser wieder Kontakt zu ihren Freunden aus dem Widerstand auf. Am 5. Mai 1982 wurde sie im Rathaus von Leiden von Bürgermeister Goedkoop mit dem „Verzetsherdenkingskruis“ (Widerstands-Gedenkkreuz) ausgezeichnet. Um 1990 bat Marinus Posts Tochter Henny sie, die Rolle der Karin im Aufklärungsfilm Wanda wil bij het verzet zu übernehmen. Als Mitglied der „Vereniging voormalig verzet Zuid-Holland“ (Vereinigung ehemaliger Widerstandskämpfer in Südholland) schrieb sie Artikel über Marinus Post und ihre Zeit bei der Widerstandsgruppe, die 1999 unter dem Titel Marinus Post alias Evert: oorlogsherinneringen uit 1944 veröffentlicht wurden.
Im Jahr 2011 veröffentlichte der Leidener Bürgermeister Henri Lenferink einen Brief Atie Vissers, in dem sie gestand, Felix Guljé 1946 erschossen zu haben. Sie war der Ansicht, dass die Familie Guljé ein Recht darauf habe, die Wahrheit über den Mord zu erfahren, über den verschiedene Verschwörungstheorien kursierten. Sie traf sich mit den Enkeln und sagte, sie habe ihr Handeln im Nachhinein bereut – Guljé habe zwar wirtschaftlich mitgewirkt, soll aber auch versteckte Juden bei sich aufgenommen haben. Obwohl es lange her war, konnten Kreise des ehemaligen Widerstands für Atie Vissers damalige Selbstjustiz wenig Verständnis aufbringen. Es gab Forderungen nach der Aberkennung des ihr 1982 verliehenen Widerstands-Gedenkkreuzes, doch dies erwies sich als nur auf freiwilliger Basis möglich. Das Innenministerium teilte mit, dass es keine Regelung zur Rückforderung der Auszeichnung gebe. Der Mord war bereits verjährt, so dass sie auch nicht strafrechtlich verfolgt wurde. Kurz vor ihrem 100. Geburtstag sagte sie in der Trouw vom 3. Mai 2014, sie sei damals davon überzeugt gewesen, das Richtige zu tun. Sie starb wenige Monate später im August 2014 in einem Rotterdamer Pflegeheim, wo sie ihre letzten Jahre verbracht hatte.